# Telkomsel
Telkomsel è un marchio del gruppo Telkom Indonesia, azienda di telecomunicazioni indonesiana, con cui opera nel settore della telefonia mobile e di cui è azionista di maggioranza col 65% di quote societarie (essendo il restante 35% detenuto da Singapore Telecommunications). Fondato nel 1995, Telkomsel opera in Indonesia su reti GSM Dual Band (900 & 1800), GPRS, Wi-Fi, EDGE, 3G e 4G, coprendo il 95% del territorio nazionale su rete 2G.
Al 31 marzo 2014, Telkomsel era leader nel settore delle utenze di telefonia mobile in Indonesia, con una quota di utenti nel paese pari al 46% del totale.